# La Maison du Soleil
Pour plus de détails, voir Fiche technique et Distribution.
La Maison du Soleil (en russe : Дом Солнца, Dom Solntsa) est un drame russe réalisé par Garik Soukatchev en 2010, l'adaptation de la nouvelle d'Ivan Okhlobystine La Maison du Soleil levant. Le film est produit par les sociétés de production cinématographique Gorki Film Studio et Yaltafilm.

## Synopsis
URSS. Début des années 1970. Sasha, une jeune fille d'une famille convenable de Moscou (fille d'un chef de parti), après avoir obtenu son diplôme d'études secondaires, réussit les examens d'entrée de l'institut de médecine et rencontre fortuitement Gerda et ses amis hippies. Bientôt, elle tombe amoureuse du chef de la communauté hippie - le Soleil. Ses nouveaux amis sont le contrebandier Maloï, le révolutionnaire chilien Juan, Gerda, Vitali dit Squelette aux cheveux longs et Boris - talentueux artiste qui porte le pseudonyme Coréen. Une fraternité d'individus créatifs s'oppose à une réalité soviétique ennuyeuse et hypocrite.
Le père de Sasha, en récompense de son entrée à l'université, lui paye un voyage pour la Bulgarie, mais Sasha arrête le bus sur le chemin de l'aéroport et se rend à la mer avec ses amis hippies. Dans le sud, les jeunes gens fréquentent les discothèques de fortune et dansent sur de la musique rock, qui est diffusée sur la radio pirate par la mystérieuse "Baba Beda" (il s'avère que, c'est la fille du chef de la police locale). La bande fait objet de surveillance d'un officier du KGB, envoyé de Moscou; finalement, le Coréen est arrêté à la gare alors qu'il s'apprête à rentrer à Moscou. 
Après une bagarre avec des gardes-frontières démobilisés, les hippies sont arrêtés par la police. Pour les délivrer, le Soleil se tourne d'abord vers son père, un amiral soviétique (il s'avère, à ce moment, que le Soleil est en phase terminale d'une maladie et a besoin d'un traitement de la dernière chance à Moscou), puis vers "Baba Beda", qui donne de l'argent pour un pot-de-vin. Après, les hippies fêtent leur libération au bord de mer. Pendant ce temps, le Soleil brûle sa hutte ("maison du soleil", qu'il n'a montrée qu'à Sasha).
À la fin du film, les spectateurs apprennent que le Soleil est mort sur la table d'opération avant que des agents de l'État ne viennent le chercher. Maloï se suicidera, Squelette mourra en Afghanistan, Gerda et Juan se marieront, deviendront sismologues et disparaîtront au Mozambique, le Coréen passera des années dans un hôpital psychiatrique, puis, après avoir fait défection du bloc soviétique, il gagnera la renommée mondiale. Quant à Sasha, elle retournera à Moscou et deviendra médecin- cardiologue. Elle a une famille et deux enfants.

## Fiche technique
- Studio : Gorki Film Studio, Yaltafilm
- Réalisation : Garik Soukatchev
- Scénario : Ivan Okhlobystine, Natalia

Pavlovskaïa
- Photographie : Sergueï Kozlov
- Compositeur : Alekseï Belov, Nikolaï Dobkine
- Effets visuels : Pavel Donatov, Maksim Malyavin
- Son : Alexandre Abramov
- Genre : Drame
- Budget : 4,2 millions $
- Production : Sergueï Gribkov, Stanislav Erchov, Sergueï Archinov, Marianna Balachova, Irakli Karbaïa
- Langue : russe
- Durée : 98 min.
- Format : Couleurs - Mono
- Pays : Russie
- Sortie : 2010

## Distribution
- Stanislav Riadinsky : Soleil
- Svetlana Ivanova : Sacha Sergueïeva
- Daria Moroz : Pauline Krepak dite Guerda
- Ivan Stebounov : Pavel Kotchetkov dit Maloï
- Kirill Polikachine : Vitali Grintser dit Squelette
- Moises Blanco : Juan
- Alexeï Gorbounov : Boris Kapelski dit le Coréen
- Aleksandre Mokhov : Vladlen Aleksandrovitch, père de Sacha
- Olga Blok-Mirimskaïa : Antonina Anatolievna, mère de Sacha
- Anatoli Smiranine : Vadim, fiancé de Sacha
- Sergueï Batalov : oncle Rodion
- Anna Tsoukanova : Baba Beda
- Nikita Vyssotski : Alekseï Kareline, père de Soleil
- Mikhaïl Efremov : professeur Nemtchinov
- Mikhaïl Gorevoy : enquêteur de KGB
- Ivan Okhlobystine : lecteur
- Tchoulpan Khamatova : Galina, femme du Coréen
- Ivan Makarevitch : Andreï Makarevitch
- Daniïl Margoulis : Ievgueni Margoulis
- Velimir Roussakov : Youri Borzov
- Evdokia Guermanova : guide
- Nina Rouslanova : Baba Olia
- Tatiana Agafonova : mère de Baba Beda
- Vladimir Teplychev : gourou
- Garik Soukatchev : Vladimir Vyssotski